# Steneby naturreservat
Steneby naturreservat är beläget i Steneby socken i Bengtsfors kommun i Dalsland i Västra Götalands län.
Naturreservatet är skyddat sedan 1968 och är 3 hektar stort. Det ligger utmed den branta sluttningen av Klockberget alldeles invid Stenebyälven nedanför och väster om Steneby kyrka.

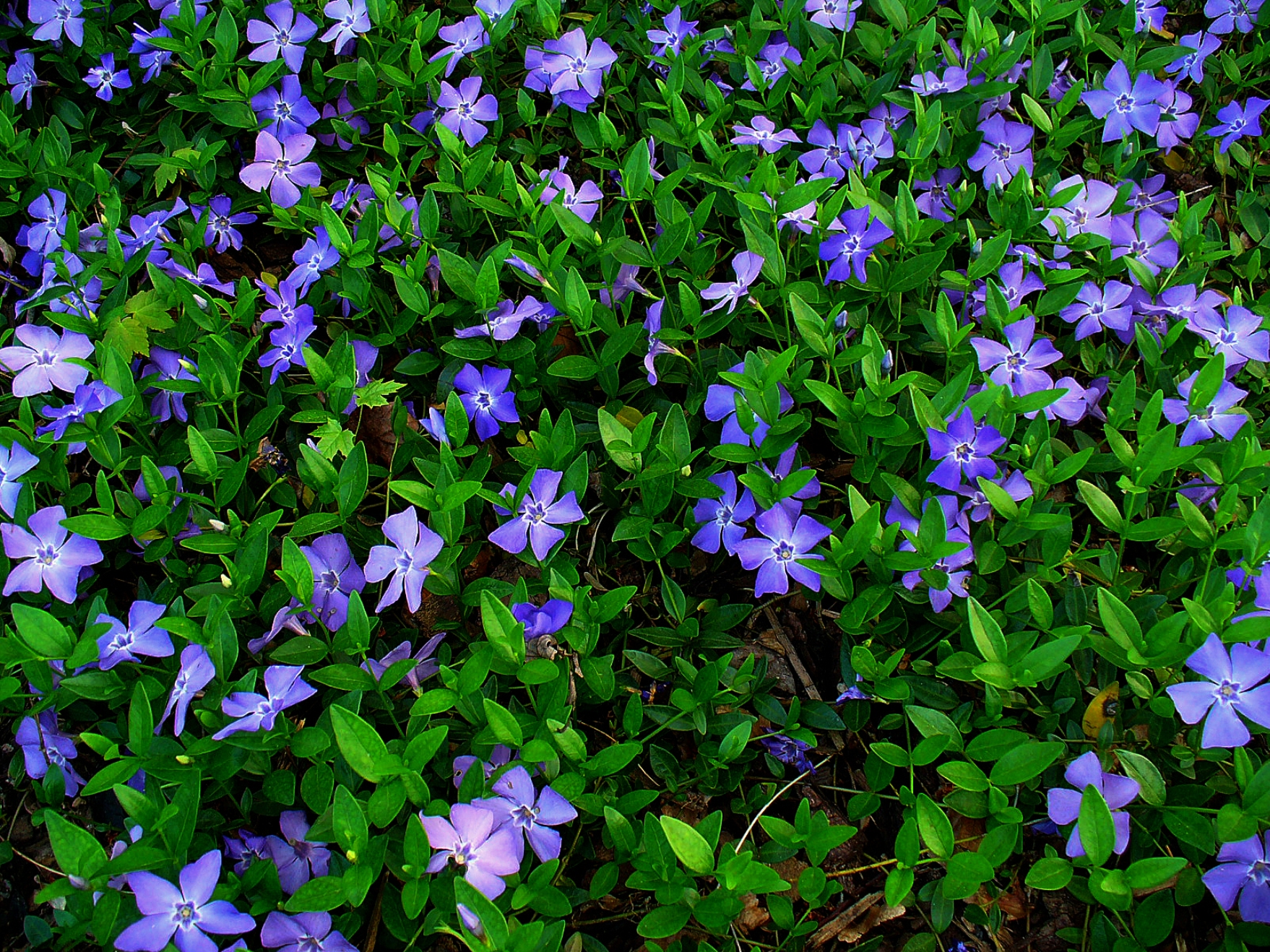
vintergröna

Där i sluttningen ned mot älven finns många jättegrytor som rundsvarvade och flera meter djupa. Dessa är istidslämningar och har bildats av rinnande vatten. Dessutom finns flera halvcirkelformade urgröpningar i bergytorna.